# There There
There There è un singolo dei Radiohead, estratto dall'album Hail to the Thief. È stato nominato per il Grammy Award alla miglior performance rock di un duo o un gruppo. Il videoclip della canzone, diretto da Chris Hopewell, è stato premiato agli MTV Video Music Awards del 2003 nella categoria "Best Art Direction in a Video".
L'intero brano si basa su un ritmo creato da Jonny Greenwood ed eseguito da Philip Selway (su batteria), lo stesso Greenwood e Ed O'Brien (entrambi su tamburi). Dal punto di vista melodico, la prima parte è stata scritta da Yorke, mentre la seconda da Greenwood, il quale lascia i tamburi per passare alla chitarra solista.

## Tracce
1. There There – 5:23
2. Paperbag Writer – 3:58
3. Where Bluebirds Fly – 4:32

## Formazione
- Thom Yorke - voce, chitarra
- Jonny Greenwood - tamburi, chitarra solista (seconda parte)
- Ed O'Brien - tamburi, voce
- Philip Selway - batteria, voce
- Colin Greenwood - basso

## Classifiche
| Classifica (2003)         | Posizione massima |
| ------------------------- | ----------------- |
| Australia                 | 28                |
| Belgio (Fiandre)          | 66                |
| Belgio (Vallonia)         | 39                |
| Canada                    | 1                 |
| Danimarca                 | 9                 |
| Europa                    | 7                 |
| Finlandia                 | 5                 |
| Francia                   | 54                |
| Germania                  | 67                |
| Irlanda                   | 7                 |
| Italia                    | 5                 |
| Norvegia                  | 8                 |
| Paesi Bassi               | 48                |
| Regno Unito               | 4                 |
| Stati Uniti (alternative) | 14                |
| Svezia                    | 39                |
| Svizzera                  | 76                |